# Riu Indre

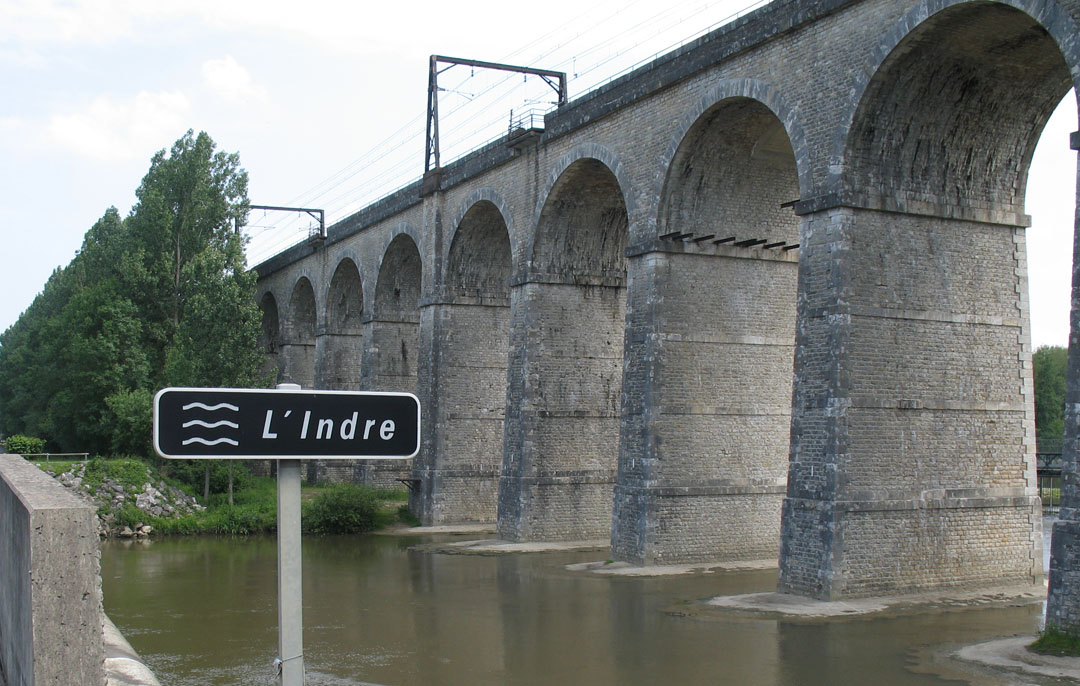
L'Indre a Monts

L'Indre és un riu de França, afluent directe del Loira per la seva riba esquerra. Neix als Monts de Saint-Marien, a Saint-Priest-la-Marche i durant els seus 271,3 km de recorregut recorre els departaments de Cher, Indre i Indre i Loira.
S'uneix al Loira entre Rivarennes i Avoine, al departament d'Indre i Loira.

## Departements i viles que travessa
- Cher.
  - Saint-Priest-la-Marche
- Indre
  - Sainte-Sévère-sur-Indre
  - La Châtre
  - Ardentes
  - Châteauroux
- Indre i Loira
  - Loches

## Principals afluents
- L'Igneray o Igneraie 37,4 km
- el Vauvre
- el Ringoire 17,6 km
- l'Indrois 68,8 km
  - el Tourmente 20 5 km
  - l'Olivet 14 6 km
- l'Échandon 25,7 km

## Hidrologia
Com la majoria dels altres rius que formen part de la conca baixa del Loira, l'Indre és un riu poc cabalós, que travessa zones amb poques precipitacions. La mitjana del seu cabal internaual, pres a l'estació de Lignières-de-Touraine és de 18,7 m³ per segon.
Indre presenta un cabal estacional bastant marcat, amb un període d'aigües altes a l'hivern, amb valors que oscil·len entre 28,4 i 46,5 m³ per segon, amb un màxim al febrer. Des de finals de març el cabal disminueix gradualment fins a trobar el període d'aigües baixes que s'estén des del juliol fins a l'octubre, amb una mitjana mensual de fins a 6,24 m³ l'agost.
Cabal mitjà mensual (en m³/s) mesurat a l'estació hidrològica de Lignières-de-Touraine - dades calculades durant 15 anys